# Heckrund

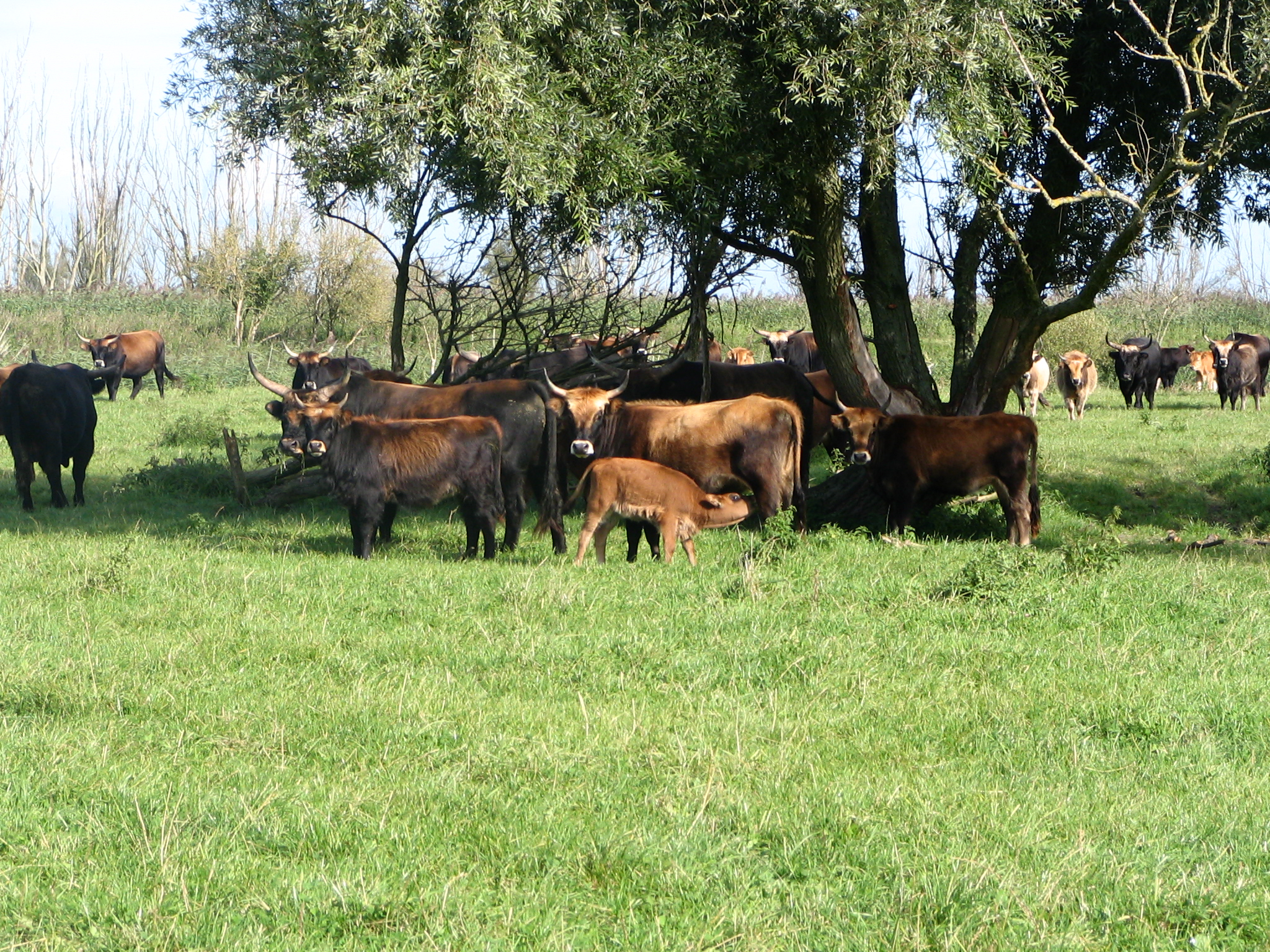

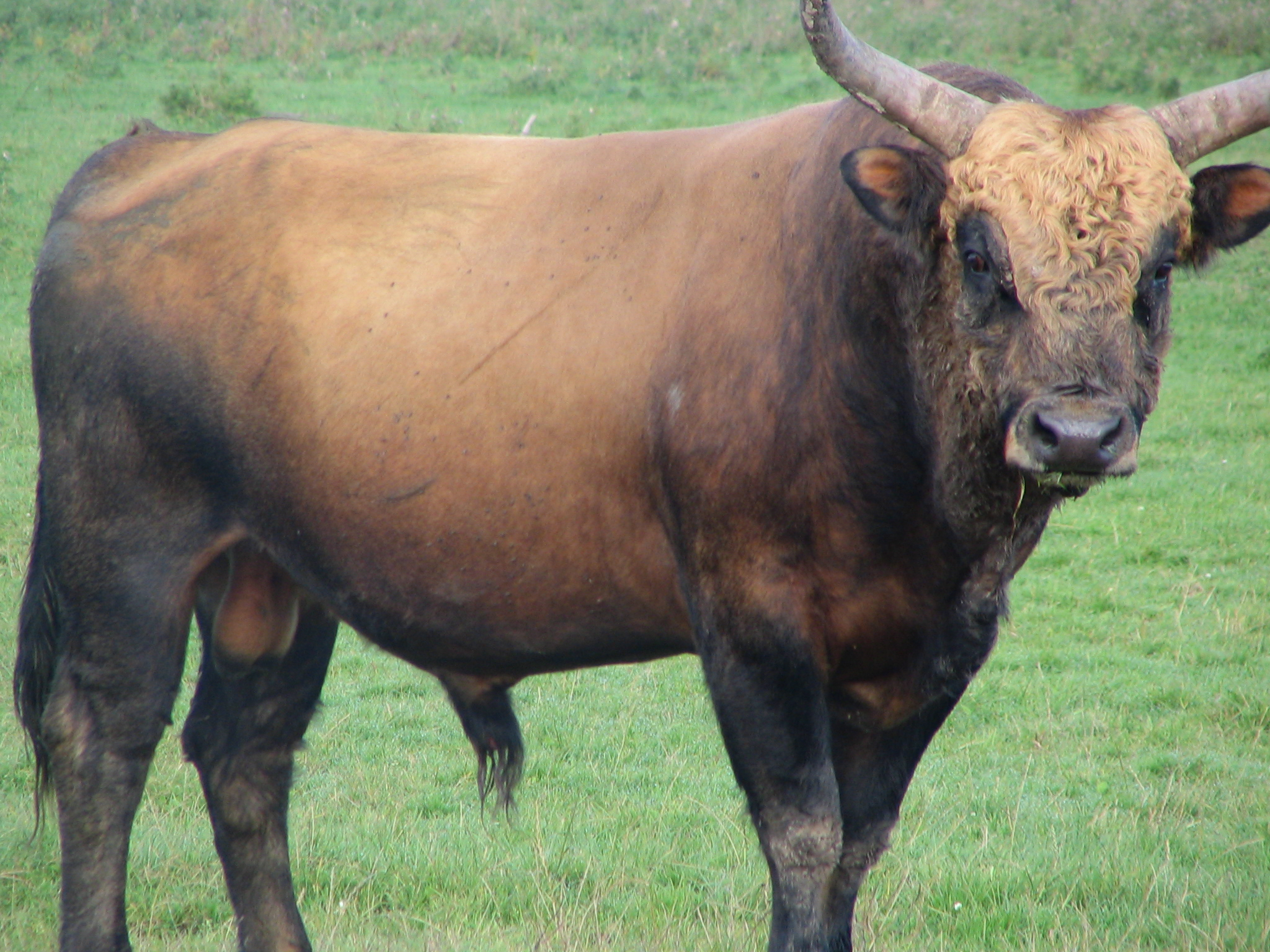

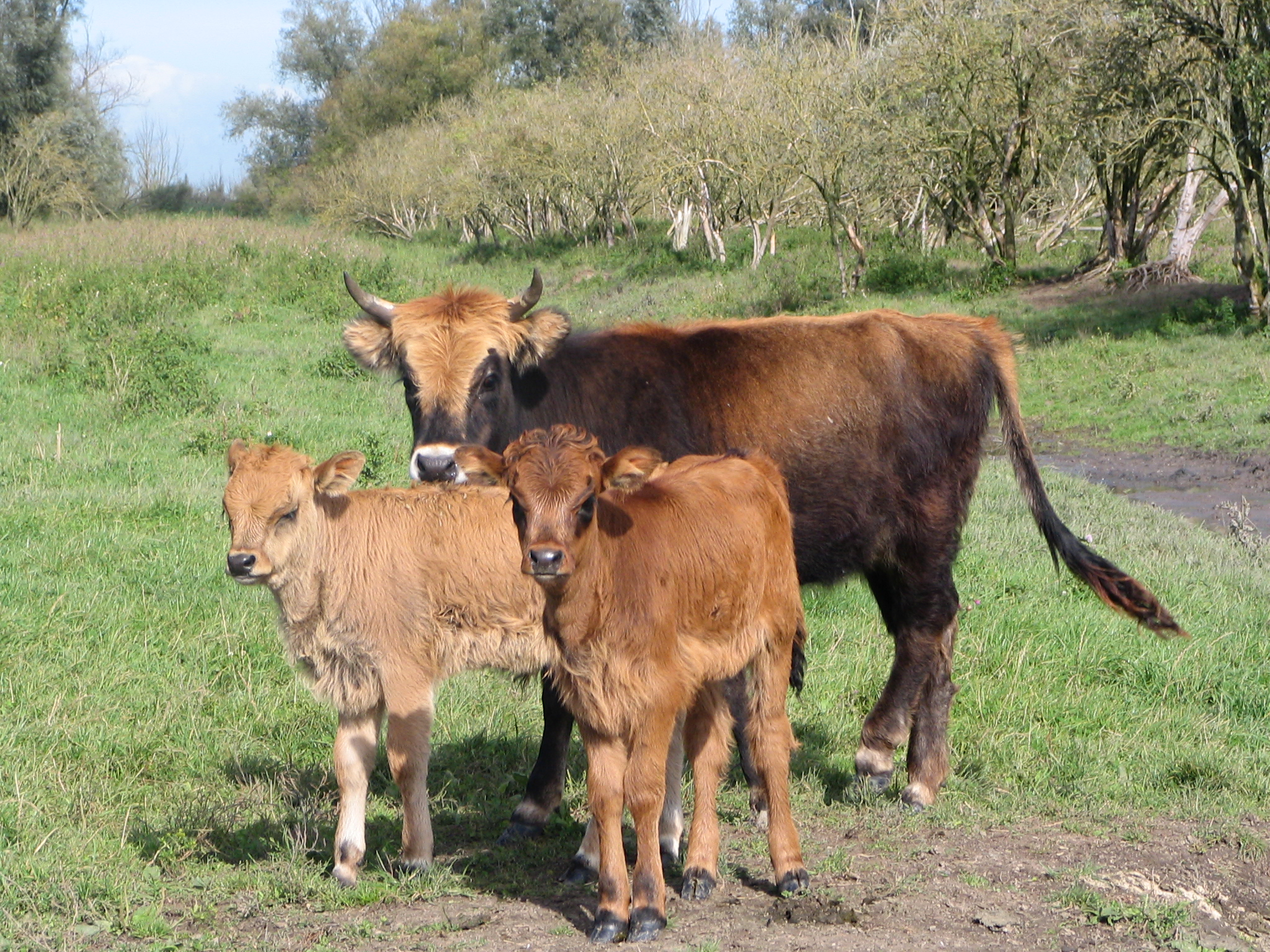

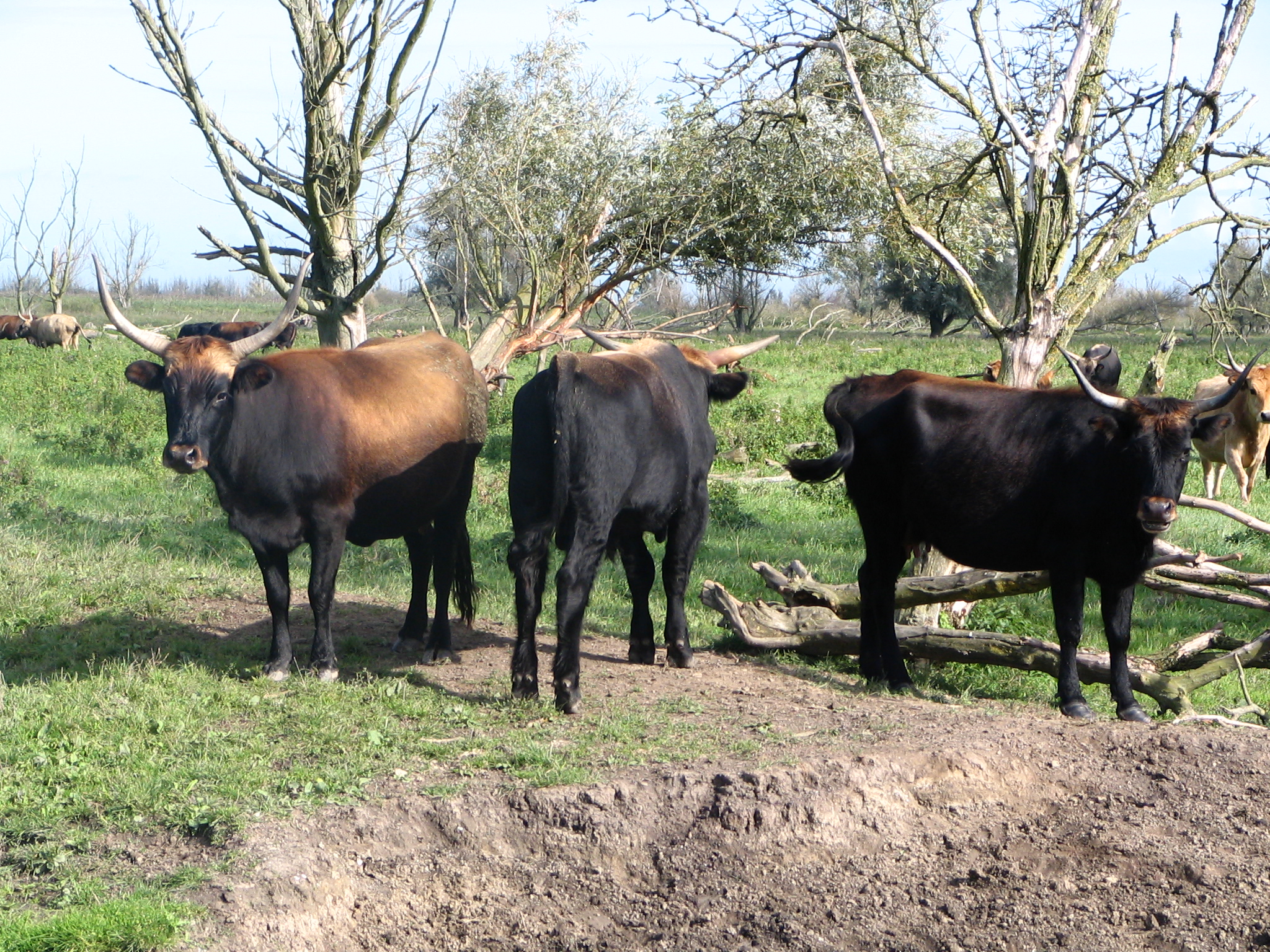

Het heckrund is een ras van het rund (Bos taurus), genoemd naar de Duitse broers Heinz en Lutz Heck.

## Terugfokken
In de jaren twintig en dertig probeerden Heinz en Lutz Heck een runderras te creëren met dezelfde eigenschappen als de uitgestorven wilde voorouder van hedendaagse runderrassen: het oerrund (Bos primigenius). Hun methode bestond in het kruisen van "primitieve rassen" zoals het Corsicaanse bergrund, de Spaanse vechtstier, de Schotse hooglander en het Hongaarse stepperund. Hierdoor verkreeg het heckrund enkele "wilde eigenschappen" die in de meeste gedomesticeerde koeien zijn "weggeselecteerd". Het terugfokken van het oerrund was evenwel vanaf het begin een wetenschappelijk omstreden zaak. Het is ook nooit gelukt om alle kenmerken van het oerrund terug te krijgen. Desalniettemin kon het project van de Hecks vanaf 1933 terugvallen op steun van de Duitse nationaalsocialistische overheid. De toenmalige Reichforstmeister en Reichsjägermeister Hermann Göring liet heckrunderen grazen in zijn jachtgebied Rominten (Krasnolesye) nabij de Russisch-Poolse grens.

## Na de oorlog
Van het fokprogramma van de Hecks overleefden 39 dieren de Tweede Wereldoorlog. Ze verdwenen lange tijd uit de belangstelling, tot ze in de jaren tachtig werden herontdekt door natuurbeheerders, in een periode waarin grote grazers een cruciale rol in de ontwikkeling (en het openhouden) van het landschap kregen toebedeeld. Sindsdien is de belangstelling in heckrunderen sterk toegenomen. Hun aantal steeg van 88 exemplaren in 1980 tot 2000-3000 in 2010.

## Wilde eigenschappen
Tegenwoordig worden heckrunderen in Nederland ingeschakeld in de begrazing van natuurgebieden. Dankzij hun "wilde eigenschappen" kunnen ze het hele jaar buiten doorbrengen en hebben ze weinig zorg nodig. Door een efficiënte spijsvertering - en toegang tot vezelrijke voeding - produceren heckrunderen relatief weinig methaangas en is de consistentie van hun mest relatief vast. Het duurt relatief lang tot een heckrund geslachtsrijp is. De kalveren zijn vrij klein waardoor ze makkelijk zonder hulp van buitenaf ter wereld komen. De introductie van heckrunderen in voor het publiek toegankelijke gebieden is minder geslaagd. In tegenstelling tot bijvoorbeeld Schotse hooglanders dulden heckrunderen geen recreanten in hun nabije omgeving en er zijn af en toe daadwerkelijk incidenten. Er zijn fokprogramma's geweest om het heckrund te kruisen met zachtaardiger typen rund, uitmondend in de zogenaamde Ecolanders.

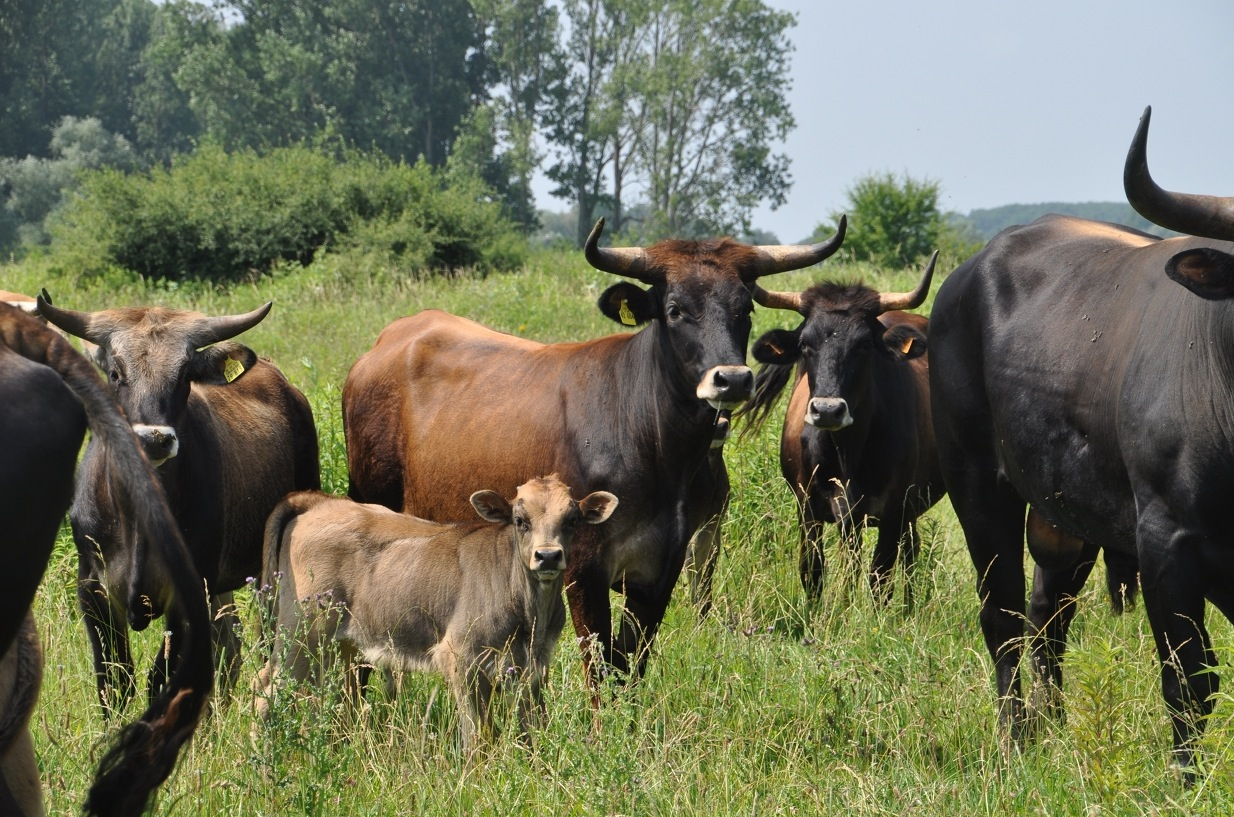

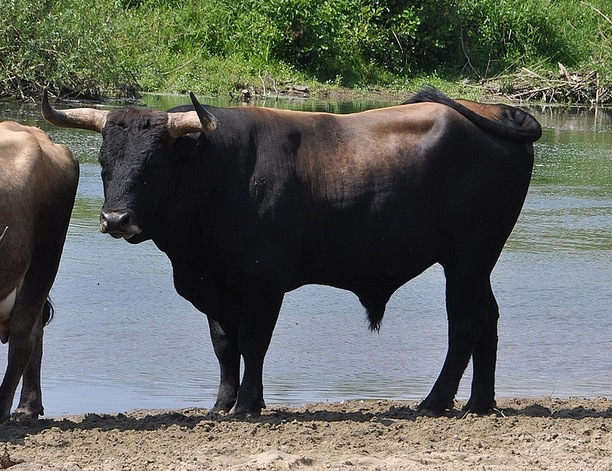
Taurusrunderen, een verdere fokkerij van het Heckrund

### Taurusrund
Er is geprobeerd om een runderras te krijgen dat meer op de oeros lijkt. Zo is er in Duitsland, Denemarken en Hongarije een fokprogramma, geleid door o.a. natuurbeheerder NABU, dat succesvol probeert door het inkruisen van nieuwe, met name Zuid-Europese rassen en verdere selectie het heckrund meer naar het evenbeeld van een oeros te fokken.

## Op eigen benen in de Oostvaardersplassen
In Nederland grazen heckrunderen in de Oostvaardersplassen en op de Slikken van Flakkee. In de Oostvaardersplassen heeft het heckrund bewezen op eigen benen te kunnen staan. De populatie kan er voortbestaan zonder menselijke zorg. In 2005 bestond deze populatie uit circa 800 dieren. Daarna volgde er een "aanpassing aan het terrein" en liep hun aantal terug tot een dieptepunt van ongeveer 190 exemplaren eind 2013. In 2014 is de populatie weer iets gegroeid.